# Eleotris melanosoma
Eleotris melanosoma é uma espécie de peixe da família Eleotridae.
Pode ser encontrada nos seguintes países: Samoa Americana, Fiji, Polinésia Francesa, Hong Kong, Índia, Indonésia, Japão, Malásia, Maldivas, Moçambique, Nova Caledónia, Palau, Panamá, Papua-Nova Guiné, as Filipinas, Samoa, África do Sul, Taiwan e Tanzânia.